# أقصري
أقصري هي جماعة قروية في عمالة أكادير إداوتنان، بجهة سوس ماسة، في المغرب. وهي تضم 4128 نسمة، حسب الإحصاء العام للسكان والسكنى لسنة 2014.

## دواوير الجماعة
- دوار ايت مرار
- دوار كاشط
- دوار تغرات افسفاسن
- دوار أگني
- دوار تزگي
- دوار تغرات أنكريم
- دوار أنكريم

## التعليم
قائمة المؤسسات التعليمية في أقصري:
- مجموعة مدارس هارون الرشيد (المركزية: أقصري / الوحدات: تيمولاي - أمي نتغزوت - تزكي)
- مجموعة مدارس أكرض (المركزية: أكرض / الوحدات: )
- مجموعة مدارس الساقية الحمراء (المركزية: إنرارن / الوحدات: تدرين - كاشط - تغرات)